# The Witcher 3: Wild Hunt – Blood and Wine
The Witcher 3: Wild Hunt – Blood and Wine (sorti en Pologne sous le nom de : Wiedźmin 3: Krew i wino) est une extension de type action-RPG jeu vidéo du jeu The Witcher 3: Wild Hunt (2015), développée par le studio polonais CD Projekt RED. Sorti le 31 mai 2016 sur PC (Windows), PlayStation 4 et Xbox One, c'est la seconde et dernière extension après The Witcher 3: Wild Hunt – Hearts of Stone (2015).

## Synopsis
Plusieurs années après les événements de Wild Hunt, Geralt se voit proposer un contrat par la duchesse Anna Henrietta, la souveraine de Toussaint. Deux chevaliers ont été assassinés et Geralt doit trouver ainsi que tuer le monstre responsable.

## Distribution
| Personnage                            | Polonais             | Anglais          | Français         |
| ------------------------------------- | -------------------- | ---------------- | ---------------- |
| Geralt de Riv                         | Jacek Rozenek        | Doug Cockle      | Daniel Njo Lobé  |
| Anna Henrietta, duchesse de Toussaint | Agnieszka Grankowska | MyAnna Buring    | Ingrid Donnadieu |
| Regis                                 | Jan Frycz            | Mark Noble       | Patrick Borg     |
| Dettlaff                              | Jacek Król           | Andrew Greenough | David Krüger     |
| Syanna                                | Izabella Bukowska    | Antonia Bernath  | Barbara Beretta  |
| Le capitaine Damien de la Tour        | Przemyslaw Glapinski | Tom Goodman-Hill | Franck Monsigny  |

## Développement
En version anglaise, les personnages s'expriment avec un accent français.

## Galerie

Sortie en Pologne Wiedźmin 3: Krew i wino
Sortie à l'international The Witcher 3: Wild Hunt – Blood and Wine